# Araceli (La Paragua)
Araceli es un municipio (tagalo: bayan; cebuano: lungsod; ilongo: banwa; ilocano: ili; a veces munisipyo en tagalo, cebuano e ilongo y munisipio en ilocano)  de cuarta categoría perteneciente a la provincia de Palawan en Mimaropa, Región IV-B de Filipinas. 
De acuerdo con el censo del año 2000, tiene una población de 10,894 y un total de 2,050 casas.

## Geografía
Su término ocupa la parte septentrional de la isla de Dumarán por lo que limita con su municipio matriz de  Dumarán, situado al sur. 
La partición de la isla parte de la bahía de Telban, situada a poniente, continuando las de Calaodiong, de Siabtabon, de Taloto, de Baysing,  de Araceli, de Bagman y de Capanglan.
Comprende las islas de Dalanganem, grupo formado por dos islas principales que son Maducang y Calandagán donde se encuentra Tudela y varios islotes: Cauayán, Anás, Nasalet y Casirahán.
Islas adyacentes son las de Maraguit, de Cotad, de Mantulali, las tres en el barrio de la Población y de Langoy, del barrio de Dagman.

## Barrios
El municipio de Araceli se divide, a los efectos administrativos, en 13 barangayes o barrios, conforme a la siguiente relación:
| - Balogo - Dagman - Dalayauán (Dalayawon) | - Lumacad - Malduldulón (Madoldolon) - Mauringuen | - Capanglán (Osmeña) - San José de Oro - Santo Niño | - Taloto - Tinintinán - Tudela (Calandagan) | - Población (Centro) - Tiemad - Omulan |

## Vicaría
Al  Vicariato apostólico de  Taytay, erigida el 13 de mayo de 2002, corresponde la parroquia de Nuestra Señora de Araceli, situada en la Población, forma parte del Distrito  3.  El Vicariato es una jurisdicción territorial (iglesia particular) de la Iglesia católica establecida en regiones de misión que aún no se han constituido como Prelatura.

## Historia
En 1911 la sede del municipio de Dumarán se traslada al barrio de Araceli.
La sede fue devuelta a Dumarán en 1925.
El 20 de junio de 1957  el barrio de Tudela, cambia su nombre por el de barrio de Calandagán.
En 1961 la isla de  Dumarán que hasta entonces formaba un único municipio fue dividida en dos: Dumarán y Araceli.